# Alexandra Coelho Ahndoril

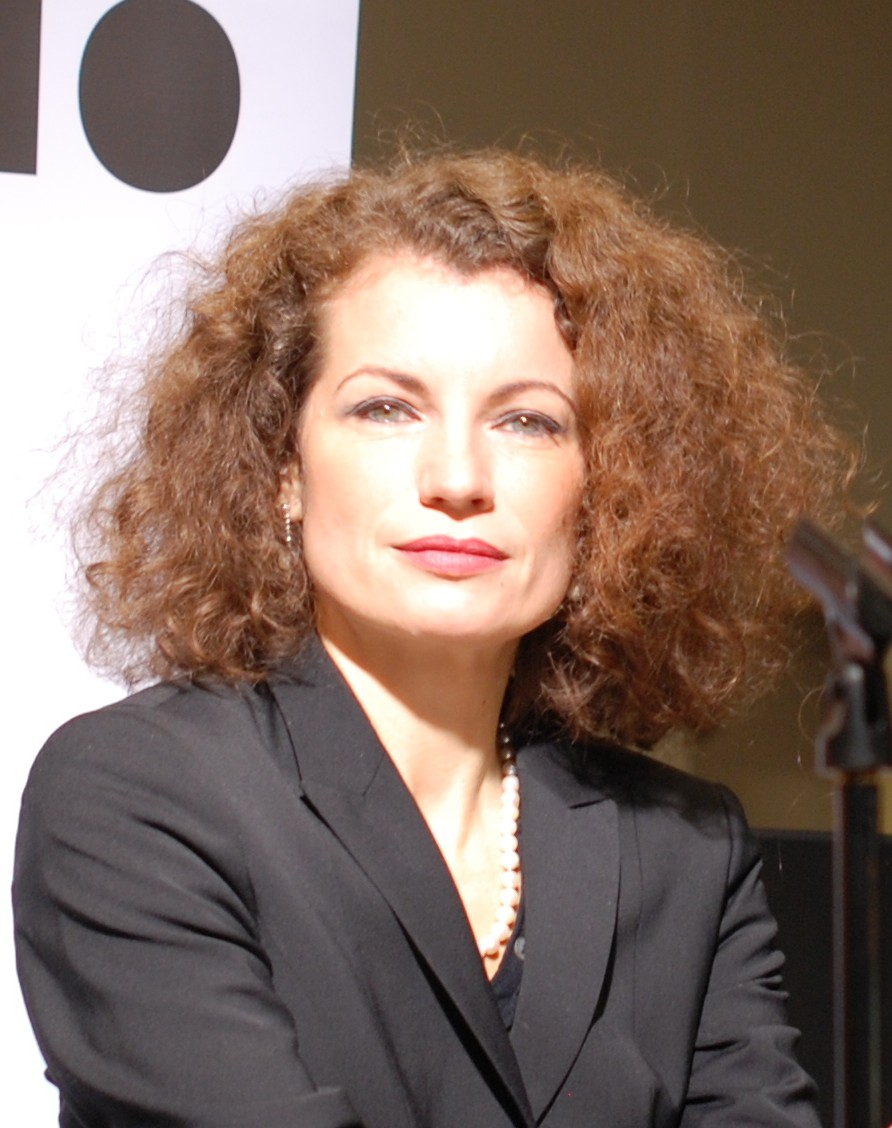
Alexandra Coelho Ahndoril (2010)

Alexandra Coelho Ahndoril (* 2. März 1966 in Helsingborg) ist eine schwedische Schriftstellerin und Literaturkritikerin.

## Leben
Ahndoril interessierte sich schon früh für das Theater. Sie arbeitete am Helsingborger Staatstheater und in freien Theatergruppen. Sie begann ein Studium an der Theaterhochschule in Stockholm, stellte aber schnell fest, dass sie keine Schauspielerin werden wollte und brach 1992 die Schule ab. Ahndoril ist Doktorandin der Universität Stockholm und arbeitet an einer Abhandlung in Literaturwissenschaft über den Dichter Fernando Pessoa.
Als Schriftstellerin debütierte sie 2003 mit dem Roman Stjärneborg (deutsch Der Astronom des Königs), einem erfolgreichen Werk über Tycho Brahes Leben.
Der Roman ist Teil einer dreiteiligen Serie über Personen, die die Geschichte auf unterschiedliche Weise beeinflussten. Der zweite Teil Birgitta och Katarina erschien 2006 und handelt vom Leben der Birgitta von Schweden. 2009 wurde die Serie mit dem Roman Mäster vollendet. Hier schrieb sie über den sozialistischen Agitator August Palm. Mäster bekam eine gute Kritik und wurde für Reichtum, Wärme, Farbe und Rhythmen der Sprache gelobt, die ein neues Bild von Johanna und August Palm vermitteln.
Ahndoril hat einen schwedischen Vater und eine portugiesische Mutter. Sie ist mit dem Schriftsteller Alexander Ahndoril verheiratet und schrieb mit ihm Hypnotisören, Paganinikontraktet und Eldvittnet unter dem Pseudonym Lars Kepler. Neben ihrer schriftstellerischen Tätigkeit schreibt sie Literaturkritiken für Göteborgs-Posten und Dagens Nyheter.
2010 wurde sie zur Reichstagswahl von der Vänsterpartiet nominiert. Ahndril zog ihren Namen aber zurück, da sie sich in einer längeren Schaffensphase befand.
Zurzeit wohnt sie mit ihrem Mann und ihren drei Töchtern in Stockholm.

## Werke

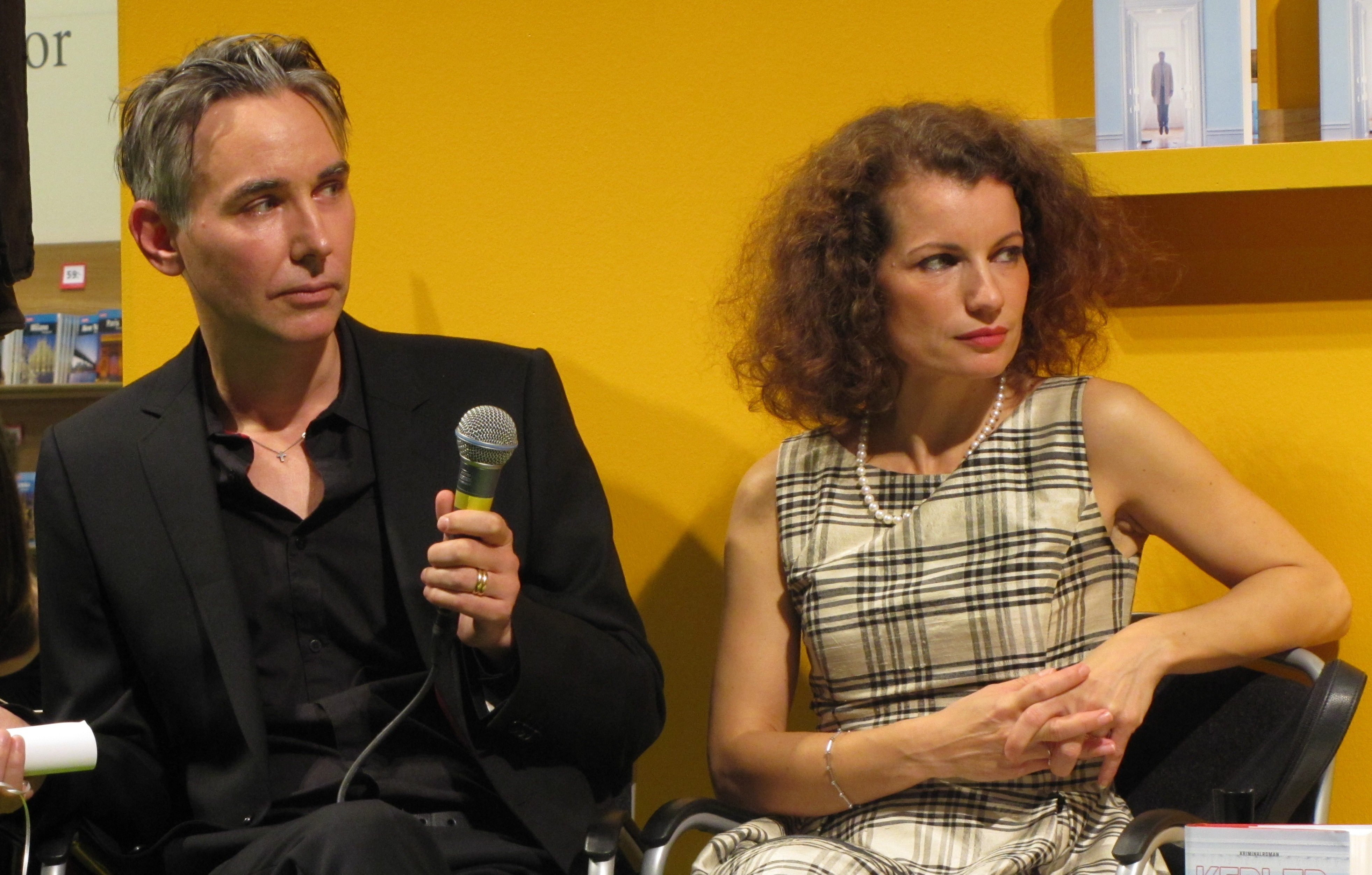
Alexandra Coelho Ahndoril mit ihrem Mann Alexander Ahndoril auf der Göteborger Buchmesse im September 2010

- Der Astronom des Königs (schwed. Stjärneborg), 2004, ISBN 3-548-60460-9.
- Birgitta och Katarina, 2006
- Hypnotisören, 2009 (zusammen mit Alexander Ahndoril unter dem Pseudonym Lars Kepler)
- Mäster, 2009
- Paganinikontraktet, 2010 (zusammen mit Alexander Ahndoril unter dem Pseudonym Lars Kepler)
- Eldvittnet, 2011 (zusammen mit Alexander Ahndoril unter dem Pseudonym Lars Kepler)

## Preise und Auszeichnungen
- Katapultpreis 2004 für Der Astronom des Königs